# Hampton Gulls
Hampton Gulls byl profesionální americký klub ledního hokeje, který sídlil v Hamptonu ve státě Virginie. V letech 1977–1978 působil v profesionální soutěži American Hockey League. Dříve působil v soutěži Southern Hockey League. Gulls ve své poslední sezóně v AHL skončily v základní části. Své domácí zápasy odehrával v hale Hampton Coliseum s kapacitou 9 777 diváků. Klubové barvy byly černá, bílá a zlatá.
Klub byl během své existence farmami celků WHA. Jmenovitě se jedná o Edmonton Oilers a Cincinnati Stingers.

## Historické názvy
Zdroj: 
- 1974 – Fayetteville Arsenal
- 1974 – Hampton Gulls

## Umístění v jednotlivých sezonách
Stručný přehled
Zdroj: 
- 1974–1977: Southern Hockey League
- 1977–1978: American Hockey League (Jižní divize)

Jednotlivé ročníky
Zdroj: 
Legenda: Z - zápasy, V - výhry, VP - výhry v prodloužení, R - remízy, P - porážky, PP - porážky v prodloužení, VG - vstřelené góly, OG - obdržené góly, +/- - rozdíl skóre, B - body, fialové podbarvení - reorganizace, změna skupiny či soutěže
| USA / Kanada (1974 – 1978) |                    |        |    |    |    |    |    |    |     |     |     |    |        |           |
| Sezóny                     | Liga               | Úroveň | Z  | V  | VP | R  | PP | P  | VG  | OG  | +/- | B  | Pozice | Play-off  |
| 1974/75                    | SHL                | –      | 72 | 43 | –  | 1  | –  | 28 | 323 | 262 | +61 | 87 | 2.     | Finále    |
| 1975/76                    | SHL                | –      | 72 | 33 | –  | 16 | –  | 23 | 262 | 234 | +28 | 82 | 2.     | Finále    |
| 1976/77                    | SHL                | –      | 50 | 32 | –  | 2  | –  | 16 | 198 | 152 | +46 | 66 | 1.     | Vítěz SHL |
| 1977/78                    | AHL (Jižní divize) | 2      | 46 | 15 | –  | 3  | –  | 28 | 142 | 171 | -29 | 33 | 5.     | –         |

Poznámky
- 1977/78: Klub odstoupil ze soutěže v průběhu sezóny z důvodu finanční nestability uvnitř klubu. Výsledky týmu jsou ovšem i tak započítávány do historické tabulky AHL.